# Sismo de Java de maio de 2006
O sismo de Java de maio de 2006 ocorreu na ilha de Java, Indonésia no dia 27 de maio, as 05h54, horário local. A cidade mais afetada pelo sismo foi Yogyakarta. Contabilizou-se um total de 6 234 mortos, 20 mil feridos e 340 mil desabrigados.